# Bjorkdale
Bjorkdale is een plaats (village) in de Canadese provincie Saskatchewan en telt 201 inwoners (2006).